# Anisia dampfi
Anisia dampfi är en tvåvingeart som först beskrevs av Aldrich 1927.  Anisia dampfi ingår i släktet Anisia och familjen parasitflugor. Inga underarter finns listade i Catalogue of Life.